# Machaal Tammo
Mashaal Tammo (مشعل تمو Mashʿal Tammo), né en 1958, et mort assassiné le 7 octobre 2011, est un homme politique syrien. Il défendait les intérêts de la minorité communautaire kurde.

## Biographie
Mashaal Tammo est libéré en 2010 après avoir passé plus de trois ans en prison. Il fonde alors le Parti de l'avenir kurde et contrarie le gouvernement syrien, ainsi que ses rivaux de la communauté kurde, en militant pour un État de droit et démocratique, dans lequel la communauté kurde serait une composante essentielle, et le pluralisme politique.
Il est également membre du comité exécutif du nouveau Conseil national syrien, une institution, créée à l'occasion de la révolte du peuple syrien en 2011 contre le régime de Bachar el-Assad, et réunissant les figures de l'opposition politique syrienne, qu'elles soient au sein-même du pays ou en exil, qui vise à unifier un mouvement contestataire profondément fragmenté.
Le 7 octobre 2011, alors que la révolte se poursuit et est réprimée dans le sang et le chaos, Mashaal Tammo est assassiné par des hommes masqués qui pénètrent dans son appartement et l'exécutent par armes à feu. Le lendemain, plus de 50 000 personnes participent à une marche funéraire en son honneur au travers de la ville de Al-Qamishli. Les forces de sécurité du régime syrien ouvrent le feu sur la foule, tuant cinq personnes. 
Le fils de Mashaal Tammo, Fares Tammo, impute la responsabilité de l'assassinat au régime syrien, déclarant que l'assassinat de son père « scelle le sort du régime » et constitue une « énorme erreur » de sa part. Cependant, le Parti des travailleurs du Kurdistan, pour sa part, met en cause le gouvernement turc : « l'assassinat de cet homme politique kurde a été mené par le gouvernement turc. La Turquie, historiquement, a organisé l'assassinat de nombreuses personnalités kurdes ou d'autres ethnies minoritaires, en Turquie même ou dans les régions alentour ».